# Herb Baumeister
Herbert Richard "Herb" Baumeister (Westfield, 7 april 1947 - Grand Bend, Canada, 3 juli 1996), ook wel bekend onder zijn valse naam Brian Smart was een vermeende Amerikaanse seriemoordenaar uit Westfield, Indiana buiten Indianapolis. Baumeister pleegde zelfmoord voordat hij kon worden berecht, en heeft zijn misdaden nooit bekend.

## Jeugd
Als zijnde de oudste van vier kinderen, Baumeister's jeugd was naar verluidt normaal. Door het begin van de adolescentie, begon hij echter asociaal gedrag te vertonen; ook stond de jonge Baumeister bekend om dubieuze acties als spelen met dode dieren en plassen op het bureau van een leraar. Als tiener werd hij gediagnosticeerd met schizofrenie, waar hij geen verdere psychiatrische behandeling voor kreeg. Als volwassene beoefende hij veel verschillende beroepen, gekenmerkt door een sterk arbeidsethos, maar ook door meer en ernstiger bizar gedrag.
Hij trouwde in 1971 en kreeg drie kinderen. Hij stichtte de SAV-a-lot keten van discountwinkels in 1988, en werd al snel een rijk, zeer geliefd lid van de gemeenschap.

## Onderzoek
In de vroege jaren 1990 begonnen onderzoekers van Marion County Sheriff's Department en de politie van Indianapolis het onderzoek naar de verdwijning van homoseksuele mannen in Indianapolis en omliggende gebieden. In 1993 werden onderzoekers gecontacteerd door een man die beweerde dat een andere man die zichzelf Brian Smart noemde een vriend van hem had vermoord en geprobeerd had om hem te vermoorden. De rechercheurs vertelde hem om hen te bellen als hij Smart weer zou zien. In november 1995 belde hij ze op met een kentekennummer, na het controleren van het licentieregister, ontdekten onderzoekers dat Brian Smart eigenlijk Herb Baumeister was.
Enkele dagen later lichtten rechercheurs Baumeister in over het feit dat hij een verdachte was in de zaak van de verdwenen mannen, en vroegen hem of ze een huiszoeking mochten doen. Toen Baumeister weigerde, werden de onderzoekers geconfronteerd met zijn vrouw, Julie, die hen ook verbood het huis te doorzoeken. In juni 1996, was Julie echter zodanig afgeschrikt door de schommelende stemmingen van haar man en het grillige gedrag dat daarmee gepaard ging, dat ze na het indienen van de scheiding, toestemming gaf voor een huiszoeking. De zoektocht van het landgoed van ruim 7 hectare met de naam Fox Hollow Farm werd uitgevoerd terwijl Baumeister op vakantie was en leverde de resten van 11 mannen op, 5 van hen werden nooit geïdentificeerd.
Baumeister vluchtte naar Ontario, Canada, waar hij zelfmoord pleegde in het Pinery Provincial Park door zichzelf door het hoofd te schieten. In zijn afscheidsbrief beschreef hij zijn falende huwelijk en bedrijf als reden voor zijn zelfmoord. Hij wilde niet toegeven aan de moorden van de mannen die in zijn achtertuin werden gevonden.
Naast de moorden op zijn landgoed, wordt Baumeister ook verdacht van de moorden op negen mannen, van wie de lichamen werden gevonden op het platteland langs de passage van de Interstate 70 tussen Columbus, Ohio en Indianapolis, Indiana. Julie Baumeister vertelde autoriteiten dat haar man maar liefst 100 zakenreizen naar Ohio had gemaakt.

## Media-aandacht
De A&E Network tv-serie The Secret Life of a Serial Killer zond in 1997 een aflevering uit die over Baumeister ging. The History Channel behandelde het geval in hun Perfect Crimes serie. De zaak werd ook genoemd in The Investigators op TruTV in 2008. Ook werd de zaak behandeld in een aflevering van Paranormal Witness op Syfy in 2012.